# ديفيد غالاهر
ديفيد غالاهر (بالإنجليزية: David Gallaher)‏ هو كاتب قصص مصورة أمريكي، ولد في 5 يونيو 1975 في هونولولو في الولايات المتحدة.